# Nap temploma

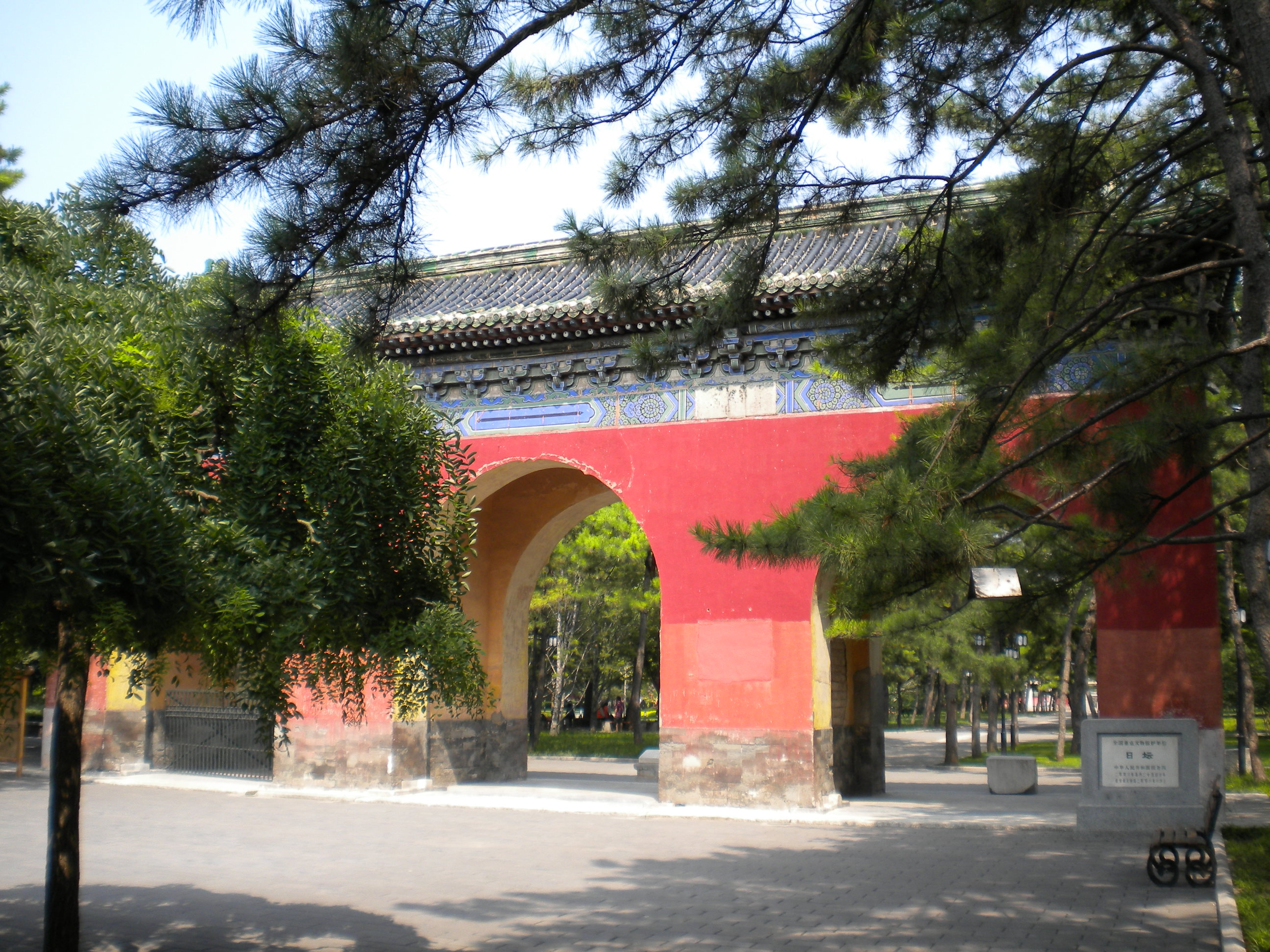
A Szent Nyugati Kapu

A Nap temploma (kínai: 日壇, pinjin: Rìtán) egy Peking Chaoyang kerületében található oltár.
Az oltár a Ritan parkban (日壇公园) áll. 1530-ban épült a Ming-dinasztia idején, hogy a kínai császár rituális áldozatot mutathasson ott be a Napnak. Az ellentétes oldalon, Peking nyugati fekszik a Hold temploma. A 2008. évi nyári olimpiai játékok idején a hely egyike volt a három tiltakozó zónának.